# Siyer-i Nebi
Siyer-i Nebi (osmanskoturško سیر نبی, dob. 'Življenjepis preroka') je osmanska epska pesnitev o življenju islamskega preroka Mohameda, dokončana okoli leta 1388. Napisal jo je mevlanski derviš Mustafa, sin Jusufa iz Erzuruma, znan kot al-Darir, po naročilu sultana Barkuka, mameluškega vladarja v Kairu. Besedilo temelji na spisih Abudul Hasana al-Bakrija in Ibn Hišama (umrl 833) iz 13. stoletja. Ep je v poznem 16. stoletju ilustriral Mustafa ibn Vali po naročilu njegovega pokrovitelja, sultan Murata III.

## Osmanski rokopis
Osmanski vladar Murat III. (vl. 1574–1595) je naročil razkošno ilustrirano kopijo epa, ki je bila opisana kot "največji posamezni cikel verskega slikarstva v islamski umetnosti" in "najpopolnejši vizualni prikaz življenja preroka Mohameda". Za prepis in ilustracije je bil zadolžen  slavni kaligraf Lutfi Abdulah, vodja delavnice v sultanovi palači, ki je delo dokončal pod  Muratovim naslednikom Mehmedom III. 16. januarja 1595. Delo je vsebovalo 814 miniatur v šestih zvezkih, vključno s številnimi upodobitvami Mohameda, ki je vedno prikazan z zakritim obrazom, kot je bilo običajno v tem obdobju. Mohameda je obdan s plameni, ki so vzhodni ekvivalent avreole. Slog miniatur je značilen in presenetljivo drugačen od običajnega realističnega sloga osmanskih miniatur. Njegov izvor ostaja nejasen. V vsakem prizoru je nekaj oseb brez obsežnih pokrajin v ozadju.
Zvezki I, II in VI so v zakladnici palače Topkapi (zakladnica 1221–1223). Zvezek III je v Javni knjižnici v New Yorku, zvezek IV  (večinoma) v Knjižnici Chesterja Beattyja v Dublinu (MS T 419), zvezek  V pa se je izgubil. V ohranjenih zvezkih je okoli 200 miniatur. Približno dva ducata miniatur je v lasti zasebnih zbirateljev. Štiri so bili marca 1984 prodane v dražbeni hiši Hôtel Drouot v Parizu. Dva folija iz zvezka IV sta v Khalilijevi zbirki islamske umetnosti.
Kopija zvezka IV iz 17. stoletja, narejena v dvornem ateljeju, je v Muzeju turške in islamske umetnosti na Sultanahmetu v Istanbulu. Kopijo je mati sultana Abdulaziza v letih 1862–1863 podarila mošejski knjižnici v Aksaraju v Istanbulu.

## Galerija
- Mohamed ob Kabi
- Mohamed izganja zmaja iz Kabe
- Mohamed na Džabal al-Nurju
- Mohamed v bitki pri Badru
- Ali obglavlja Nadra ibn al-Harita v prisotnosti Mohameda in njegovih spremljevalcev
- Mohamed prodira proti Meki v spremstvu angelov Gabrijela, Mihaela, Israfila in Azraila
- Mohamedova smrt
- Karavana na čelu z Abdalahom ibn Džahšem se vrača v Medino s pohoda Mohamedovih spremljevalcev
- Ubajd ibn Harit in Hamza ibn Abd al-Mutalib vodita vojsko proti Abu Džahlu